# Kelly Bundy
Kelly Bundy (27 november 1972) is een fictief persoon uit de Amerikaanse comedyserie Married... with Children. Zij wordt gespeeld door Christina Applegate.
Kelly is de enige dochter van Al en Peggy Bundy en de oudste van hun twee kinderen. Ze is losbandig en heeft voortdurend andere vriendjes. In de eerste reeks van Married with Children is ze nog normaal intelligent, maar daarna wordt ze het stereotype van het domme blondje en haalt ze vaak zelfs woorden en gezegden door elkaar. Ze zegt bijvoorbeeld ping en pong in plaats van yin en yang, en telt 1, 2, C. Haar broer Bud maakt geregeld misbruik van haar geringe intelligentie, maar daar staat tegenover dat zij hem vaak onderuit haalt met grappen over zijn uiterlijk en weinig succesvolle seksleven.
Dankzij haar mooie uiterlijk en sexy kleding is zij immens populair bij het andere geslacht en heeft altijd wel een vriendje. Die neemt ze liever niet mee naar huis omdat ze weet dat haar vader Al hem hardhandig het huis uit zal werken. Net als haar moeder houdt ze niet van werken en hangt ze liever uren aan de telefoon op kosten van haar vader.